# Erik Veje Rasmussen
Erik Veje Rasmussen (født 9. april 1959 i Hørve) er en dansk tidligere håndboldspiller og -træner, forfatter, foredragsholder, opfinder og politiker. Han spillede 233 kampe for det danske håndboldlandshold (tredjeflest pr. 2024) og scorede 1015 mål (tredjeflest pr. 2024)
Veje Rasmussen blev medlem af Folketinget som afløser for Michael Aastrup Jensen, da Jensen nedlagde sit mandat den 30. juni 2025.

## Håndboldkarriere
Erik Veje Rasmussen havde en lang karriere som håndboldspiller i en række klubber og lande. Han fik sin håndboldopdragelse i den lokale klub i Vallekilde-Hørve, hvorfra han drog til den daværende danske topklub Helsingør IF i 1979. Efter to år i klubben lokkede udlandet, og i de næste atten år spillede han i klubber som VfL Gummersbach og Tusem Essen i Tyskland, S.C. Malaga i Spanien samt i et par schweiziske klubber afbrudt af perioder tilbage i Danmark. Mod slutningen af den lange karriere var han ofte spillende træner, bl.a. i St. Otmar i Schweiz under det længste udlandsophold i den aktive karriere, 1994-98.
I 1980'erne var Erik Veje Rasmussen en af det danske landsholds centrale spillere. Han var således med på landsholdet ved sommer-OL 1984 i Los Angeles, hvor det blev til en fjerdeplads.
Som 39-årig i 1998 stoppede Veje formelt sin aktive karriere for at blive fuldtidstræner. Første stop var i den tyske topklub SG Flensburg-Handewitt, hvor han stod i spidsen til 2003. Han tog derpå tilbage til Danmark for at blive træner i Århus GF, som han førte til sølvmedaljer i 2005 og ottendelsfinalen i EHF Champions League året efter. I betrængte stunder med mange skader tog han endog selv håndboldskoene på og gik på banen i enkelte tilfælde for klubben, men i sin sidste sæson fik han helbredsmæssige problemer og var sygemeldt i en periode. Han fik derpå ophævet sin kontrakt i sommeren 2009. Efter godt et halvt år var Veje igen klar til at tage en tørn som træner for Århus Håndbold (nyt navn for Århus GF), som efter dårlige resultater under hans afløser René Hamann-Boeriths havde fyret denne. Til sæsonen 2010-11 måtte klubben af økonomiske årsager skille sig af med flere profiler, men alligevel lykkedes det Veje at få holdet til at spille med i ligatoppen samt nå pokalfinalen.
Han fortsatte som træner i Århus Håndbold, der gennem flere år ikke havde økonomiske midler til at hamle op med landets bedste klubber, og da Århus Håndbold i april 2021 gik konkurs og fusionerede med Skanderborg Håndbold, valgte Erik Veje ikke at fortsætte i den nye klub.
I 2023 vendte Erik Veje Rasmussen tilbage til håndbolden, da han blev sportslig konsulent for Randers HH.

## Politisk karriere
Erik Veje Rasmussen blev valgt til folketingskandidat for Venstre i Favrskovkredsen i Østjyllands Storkreds 1. september 2022 hvor han afløste tidligere borgmester i Hadsten Kommune Anders G. Christensen. Ved folketingsvalget samme år fik han 3.799 stemmer, hvoraf de 2.447 var personlige stemmer, og blev 2. stedfortræder for Venstre i Østjyllands Storkreds.
Han forventes at indtræde i Folketinget som nyt medlem når Michael Aastrup Jensen udtræder den 30. juni 2025, da Venstres 1. stedfortræder i Østjyllands Storkreds, Heidi Bank allerede er indtrådt i Folketinget som afløser for Jakob Ellemann-Jensen i 2023.

## Øvrige karriere og privatliv
Erik Veje Rasmussen er læreruddannet i 1986 og juristuddannet i 1991. Mod slutningen af sin aktive karriere arbejdede han i en periode som advokatfuldmægtig, men endte med at fravælge denne karriere. Han er også forretningsmand og opfinder, der har introduceret og forhandlet de såkaldte MBT-sko og senere opfundet træningsudstyret FitLight. Derudover har han i en årrække været en flittig foredragsholder i mange sammenhænge.
Erik Veje blev i 1985 gift med Hanne Hvid, og har med hende fået fire børn, Nikolaj, Sarah, Mathilde og Frederik. Erik Veje og Hanne Hvid blev skilt 2018. Erik Veje er i fast forhold med Majbrit Christensen og er bosiddende i Århus.